# کاردانو (رمزارز)
کاردانو (به انگلیسی: Cardano) یک پلتفرم بلاک‌چینی است که برای اجرای قراردادهای هوشمند به کار می‌رود. رمزارز اصلی این شبکه آدا (ADA) نام دارد. کاردانو شبکه‌ای متن‌باز است.

## تاریخچه
کاردانو توسط چارلز هاسکینسون که از بنیان‌گذاران اتریوم بود، پایه گذاری شد. از سال ۲۰۱۵ تا ۲۰۱۷ مقدمات کار ایجاد شد و در ۲۰۱۷ این پلتفرم ایجاد شد. سه نهاد در ساخت این پلتفرم همکاری می‌کنند. شرکت IOHK که توسعه کاردانو را بر عهده دارد و شرکت امورگو که سرمایه‌گذاری بر این پلتفرم را پیش‌می‌برد و بنیاد کاردانو که امور کلی این پلتفرم را زیر نظر دارد.کاردانو برای تمامی آپدیت‌های خود از نظرات آکادمیک استفاده می‌نماید.

### نام‌گذاری
نام شبکه به افتخار ریاضی‌دان ایتالیایی جرلامو کاردانو و آدا و لاولیس به افتخار ریاضی‌دان انگلیسی ایدا لاولیس نام گذاری شده‌اند.

## جنبه‌های فنی
این پلتفرم با زبان هسکل نوشته شده است. به همین دلیل می‌تواند به سادگی قراردادهای هوشمند را به صورت موازی پردازش کند. نام اجماع این شبکه اوروبروس است که نوعی اثبات سهام نمایندگی است. نام این اجماع از مار دم خوار اوروبروس گرفته شده است.

## مقیاس‌پذیری
کاردانو برخلاف بیت‌کوین و اتریوم که توان عملیاتی محدودی در تراکنش در هر ثانیه دارد با بهره‌گیری از فرآیند اثبات سهام به‌جای اثبات کار توان عملیاتی مقیاس‌پذیری پیدا کرده است.